# Indri
Indrien (Indri indri) er en halvabe i familien Indrier. Arten er den eneste i slægten Indri. Dyret når en længde på 60 cm dertil en hale på blot 5 cm. Den vejer 6-7 kg. Den lever udelukkende på Madagaskar. Indrien er sort med hvide pletter.
Dyrets navn betyder "Se!" på malagasy. En opdagelsesrejsende hørte en indfødt pege på dyret og tog ordet som værende dyrets navn.